# Textilní inženýrství
Textilní inženýrství

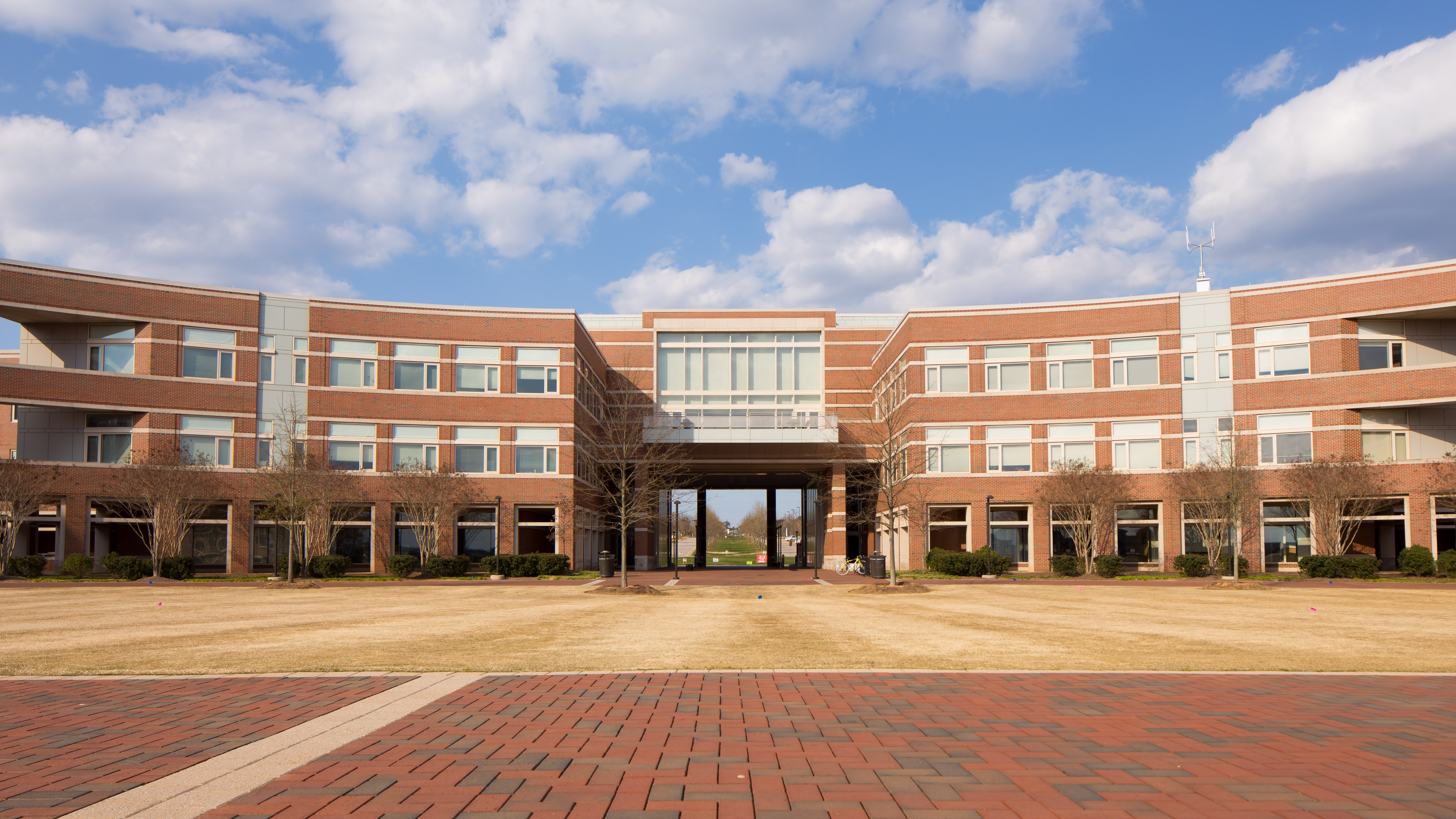
Kampus North Carolina State University v USA

je vysokoškolský studijní obor, který se zabývá
- technologiemi a procesy výroby vláken, přízí a všech druhů textilií
- provedením a konstrukcí textilních strojů
- modelováním textilních struktur
- ekonomickou výkonností výroby a prodeje textilií[1]

V 21. století umožňují studium textilního inženýrství všechny země s rozvinutým textilním průmyslem.
K první desítce škol, kterým se přiznává nejvyšší úroveň na světě, patři
dvě v USA (North Carolina State University a University of Nebrasca-Lincoln), jedna holandská, jedna německá a šest univerzit ve Velké Británii.
Z českých univerzit s celosvětově uznávaným studiem textilního inženýrství je udávána
Technická univerzita v Liberci a Vysoké učení technické v Brně.
Studium je dvou- až čtyřleté, studijní poplatky obnášejí např. v Německu 5000-8000 USD a v USA 1500 až 31800 USD/rok, zatímco v Číně se počítá s přibližně 3000 € školného a se 400 € vedlejšími výdaji ročně a např. na TU Liberec je textilní studium (v angličtině) zhruba stejně drahé jako v Číně. V Bangladéši obnášejí poplatky za celé 10semestrové studium cca 2800 USD.
Studium oděvnictví a módy se zabývá výrobou oděvů, historickou a současnou módou a distribucí oděvních výrobků. Studijní podmínky na školách v západní Evropě jsou podobné jako v inženýrském oboru, studijní poplatky pro občany EU cca 10 000 €/rok, pro cizince dvojnásobek.